# Dorado (color)
El dorado u oro es un color amarillo naranja de saturación fuerte, que evoca el aspecto cromático del oro casi puro. Es una coloración que no se encuentra estandarizada, abajo una muestra dorada y a la derecha una muestra de diccionarios del color.

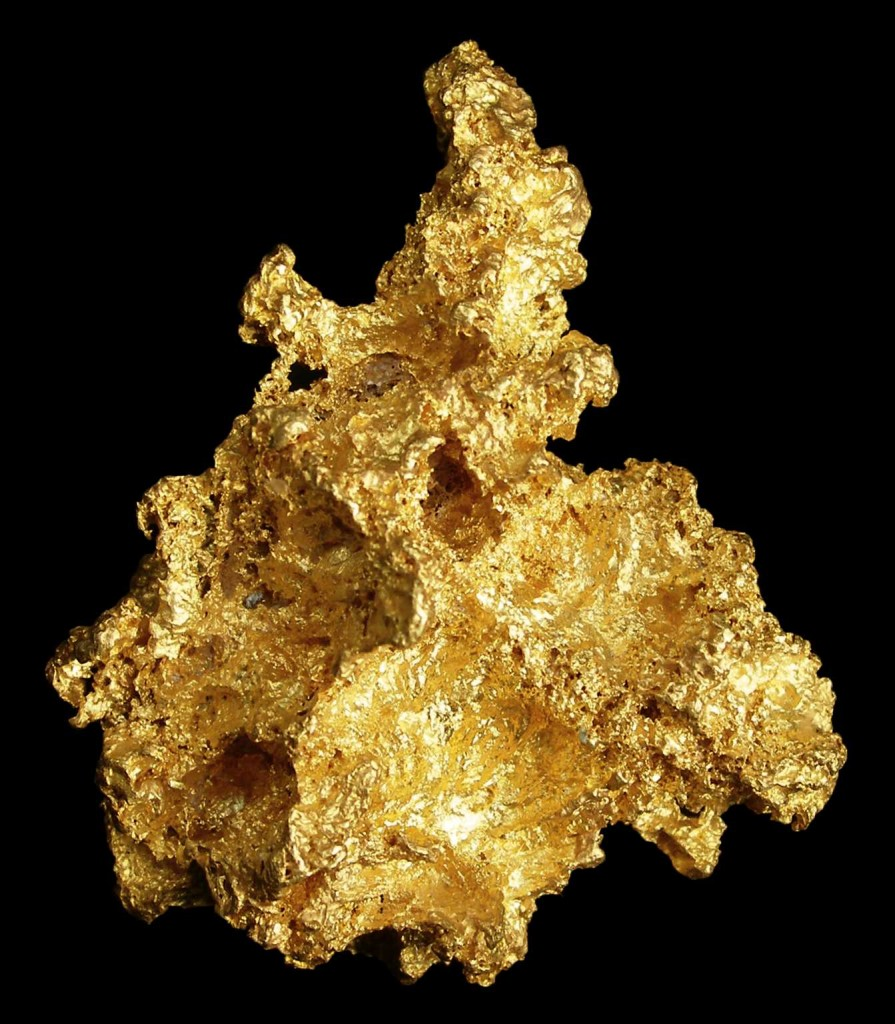
Pepita de oro (oro nativo) procedente de un yacimiento en Bendigo, Australia.

Dorado (de dorar, y este del latín deaurare) es la adjetivación de los colores que se parecen a la coloración del oro. Se dice también aurífero y áurico. Bajo estas líneas se proporciona algunas muestras del color dorado.
|            | Oro               | Dorado inespecífico | Oro web (Gold)      |
|            |                   |                     |                     |
| HTML       | #EABE3F           | #E5A65E             | #FFD700             |
| CMYK       | (10, 25, 85, 0)   | (10, 40, 70, 0)     | (0, 16, 100, 0)     |
| RGB        | (234, 190, 63)    | (229, 166, 94)      | (255, 215, 0)       |
| HSV        | (45°, 73 %, 92 %) | (32°, 59 %, 90 %)   | (51°, 100 %, 100 %) |
| Referencia | [ 3 ]             | [ 3 ]               | X11                 |

## Usos
En el arte se suele utilizar una pintura metálica que reluce de forma aproximada a como lo hace el oro real. El oro verdadero (en forma de hojas de oro) se usaba para representar el color en cuadros -especialmente en el arte sacro de iglesias cristianas-, como por ejemplo para el halo de los santos. El oro también puede ser tejido en la seda para darle una apariencia oriental tradicional.
Otros estilos artísticos más recientes, como el Art Nouveau, solían usar el color oro brillante metálico. Sin embargo, el acabado metálico de esas pinturas se conseguía gracias a polvo de aluminio y pigmentos en vez de usar oro real.

### Significado y cultura
El dorado es en el espectro de colores aquel que simboliza la abundancia, con el sol, las riquezas y el poder. En otros ámbitos, también se puede hablar de un dorado sabio, de ideas magníficas y los conocimientos. Durante la historia, el oro y sus matices han sido tomados como íconos de la realeza, de la fortaleza y en varios casos, como demostrativo de ciertas deidades y cultos religiosos. Claros ejemplos de esto último es lo ya denominado como los halos (o aureolas) que los santos portan en sus cabezas; el color de la manzana de la discordia que portaba Eris; los orbes solares que llevaban algunos de los dioses egipcios (como Ra); o la piel de Chaitania en la cultura y religión hindú.

## Coloraciones doradas
| Nombre           | Muestra | Cod. Hex. | RGB | RGB | RGB | HSV | HSV  | HSV  |
| ---------------- | ------- | --------- | --- | --- | --- | --- | ---- | ---- |
| Oro (web)        |         | #FFD700   | 255 | 215 | 0   | 51° | 100% | 100% |
| Oro viejo        |         | #CFB53B   | 207 | 181 | 59  | 49° | 71%  | 81%  |
| Oro viejo        |         | #BE8C29   | 190 | 140 | 41  | 40° | 78%  | 75%  |
| Oro viejo        |         | #AB9144   | 171 | 145 | 68  | 45° | 60%  | 67%  |
| Amarillo indio   |         | #E3A857   | 227 | 168 | 87  | 35° | 62%  | 89%  |
| Amarillo Nápoles |         | #ECCD6A   | 236 | 205 | 106 | 46° | 55%  | 93%  |
| Amarillo oro     |         | #CDA434   | 205 | 164 | 052 | 44° | 75%  | 80%  |
| Ámbar            |         | #FFBF00   | 255 | 191 | 0   | 45° | 100% | 100% |
| Aureolina        |         | #D7AE00   | 215 | 174 | 0   | 49° | 100% | 84%  |
| Gualda o gualdo  |         | #FABD00   | 250 | 189 | 0   | 45° | 100% | 98%  |
| Latón            |         | #AB9144   | 171 | 145 | 68  | 45° | 60%  | 67%  |
| Ocre dorado      |         | #C97E28   | 201 | 126 | 0   | 32° | 80%  | 79%  |
| Marrón dorado    |         | #996515   | 153 | 101 | 21  | 36° | 86%  | 60%  |

### Colores web
Varios tonos dorados llevan la denominación Goldenrod, que significa "vara de oro", una flor amarilla dorada.
| Nombre HTML             | Código hex R G B | Código decimal R G B | Código H S L |
| ----------------------- | ---------------- | -------------------- | ------------ |
| Colores dorados         |                  |                      |              |
| LightGoldenrodYellow    | FAFAD2           | 250 250 210          | 60° 80% 90%  |
| PaleGoldenrod           | EEE8AA           | 238 232 170          | 55° 67% 80%  |
| Caqui (Khaki)           | F0E68C           | 240 230 140          | 54° 77% 75%  |
| Oro (Gold)              | FFD700           | 255 215 0            | 51° 100% 50% |
| Vara de oro (Goldenrod) | DAA520           | 218 165 32           | 43° 74% 49%  |
| DarkGoldenrod           | B8860B           | 184 134 11           | 43° 89% 38%  |

## Galería

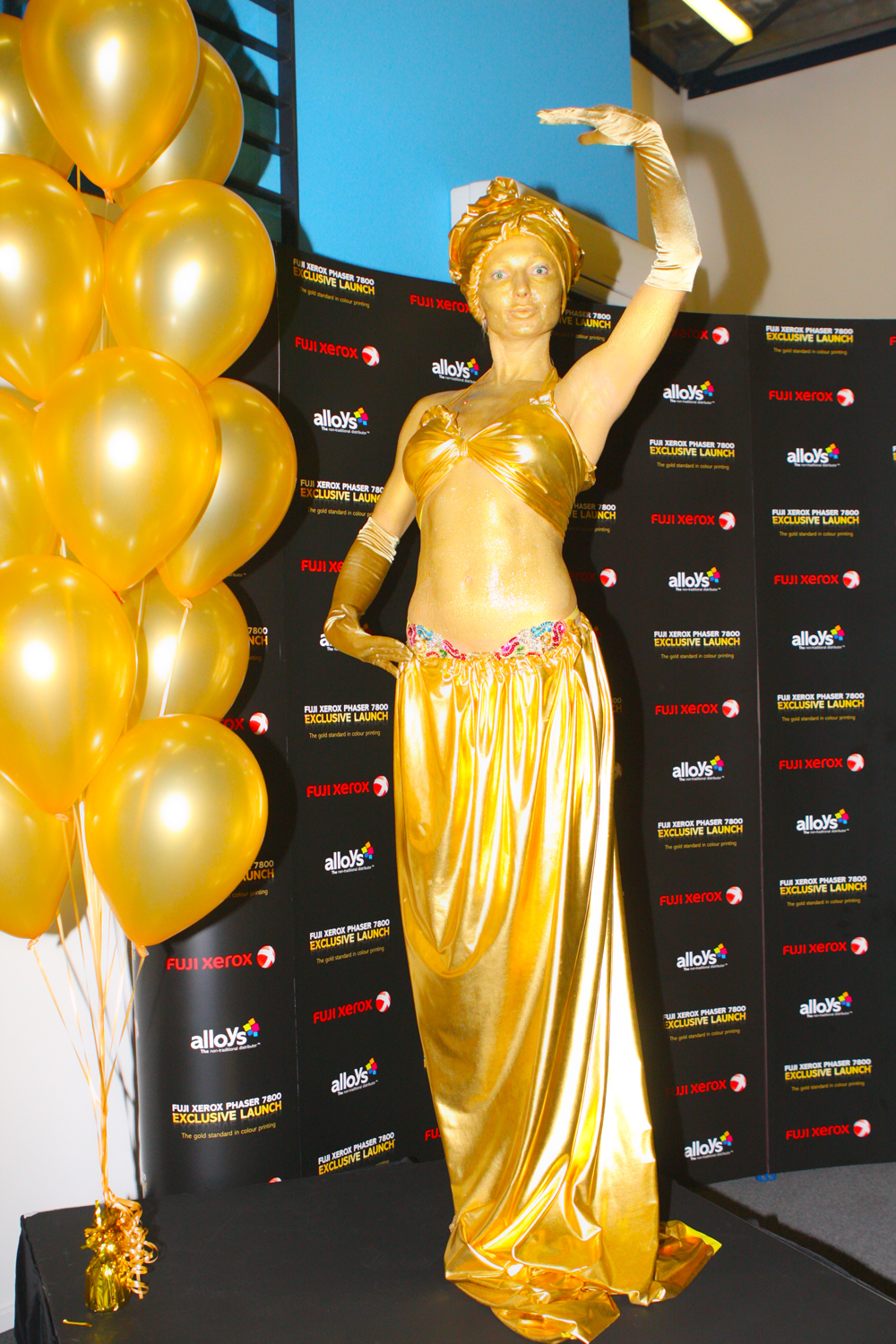
Uso del dorado en decoración, vestuario y pintura corporal
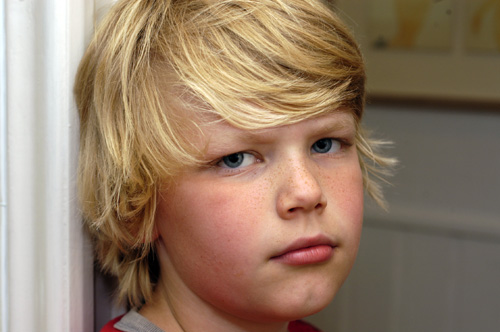
Pelo rubio claro
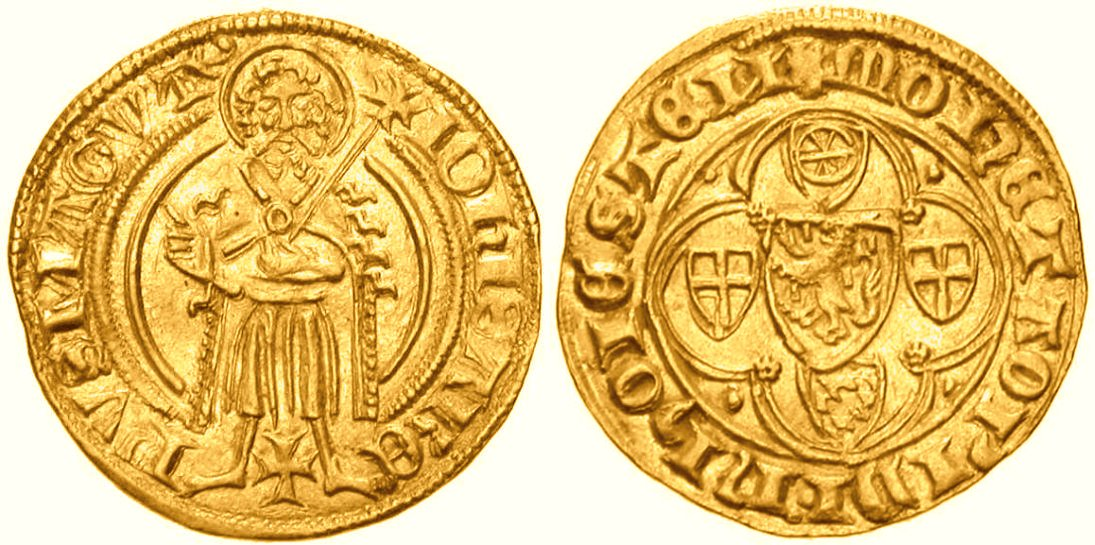
Monedas antiguas de oro
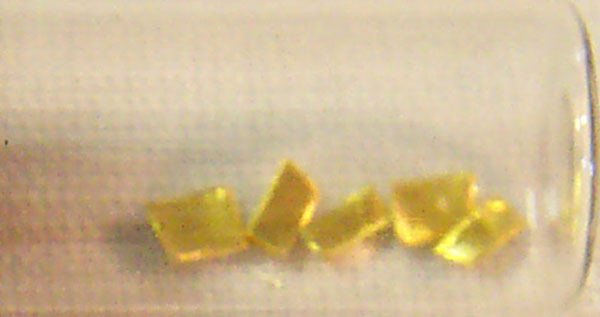
Fragmentos de oro